# 김양 (신라)
김양(金陽, 808년~857년)은 신라의 왕족·공신으로, 자는 위흔(魏昕)이다. 무열왕의 둘째 아들 김인문의 후손 김정여(金貞茹)의 아들이다.

## 생애
흥덕왕(興德王) 3년(828년)에 고성군태수(固城郡太守)가 되었고, 중원대윤(中原大尹)을 거쳐 무진주도독(武珍州都督) 등을 지냈다.
흥덕왕이 죽고, 균정(均貞)과 제륭(悌隆) 사이에 왕위 쟁탈전이 벌어지자 균정 편에 가담하여 균정의 매서인 예징(禮徵)과 함께 자신의 족병(族兵)을 데리고 적판궁(積板宮)에 들어가 지켰다. 제륭파의 김명(金明)·이홍(利弘) 등이 와서 적판궁을 에워싸자 활을 쏘며 저항했으나 다리에 화살을 맞아 달아나고, 균정이 이홍에게 살해된 뒤 산속에 피신하였다.
그 이듬해(837년) 김균정의 아들 김우징(金祐徵)이 청해진(淸海鎭)에서 장보고(張保皐)의 비호를 받고 있다는 정보를 접하고, 모사(謀士)와 병졸을 모아 민애왕 원년(838년) 2월에 청해진으로 들어가 김우징과 함께 거사 계획을 수립, 3월에 5천의 군사로 거병해 무진주를 점령하고, 나아가 남원(南原)에서 승리를 거두었으나 김우징의 명령으로 다시 청해진으로 돌아와 전열을 재정비한 뒤, 12월에 평동장군(平東將軍)이라 칭하며 왕경을 향해 출진하였다.
왕경(王京)을 향해 출병한 군사들은 무진주의 철야현(鐵冶縣) 북쪽 강에서 민애왕이 보낸 대감(大監) 김민주(金敏周)의 역습을 받지만, 낙금과 이순행이 기병 3천으로 이들을 궤멸시키고, 이듬해인 민애왕 2년(839년) 정월 19일에는 달벌구(達伐丘)에서 민애왕이 친히 지휘하던 왕군(王軍)을 격파하였다. 이궁이었던 월유택(月遊宅)으로 달아난 왕은 군사들에 의해 살해되고 거병은 김우징측의 승리로 끝났다. 4월에 김우징은 김양 등의 추대로 왕으로 즉위하였으나(신무왕神武王) 석 달만에 죽고 대신 아들 문성왕(文成王)이 즉위하였다. 문성왕이 즉위한 뒤 소판 겸 창부령(倉部令)을 제수받았다가 곧 시중 겸 병부령(兵部令)으로 옮겨졌다.
생전에 당(唐)으로부터 검교위위경(檢校衛尉卿)이 제수되기도 했다는 기록이 《삼국사기》에 남아 있으며, 죽은 후 문성왕에 의해 서발한(舒發翰)이 추증되고, 부의(賻儀)와 장례를 모두 김유신(金庾信)의 구례(舊禮)에 따르게 하는 등 신라 조정은 그에게 특전을 베풀었다. 12월 8일에 태종무열왕(太宗武烈王)의 능렬(陵列)에 배장(陪葬)되었다.

## 묘소

김양의 묘

김양의 묘쇼는 지금의 경주시 서악동 1006-1번지의 태종무열왕릉 앞쪽 약 15m 지점에 있는 둘레 약 60m 되는 원형봉토분으로 비정되고 있다. 무덤 면적은 7,867m2이며 특별한 장식은 없다. 1982년 8월 4일에 경상북도 기념물 제33호로 지정되었다.

## 인물
《삼국사기》에는 김양의 지방관으로서의 행적에 대해 "가는 곳마다 칭송하는 소리가 많았다"고 읊었으며, 직접 출병한 민애왕의 왕군(王軍)을 격파한 뒤 김양 자신은 기병을 거느리고 서라벌을 돌면서 "본래는 원수를 갚으려 한 것이고 지금 그 괴수가 죽었으니 귀족 남녀와 백성들은 마땅히 각각 편안히 거처하여 함부로 움직이지 마시오!" 하고 외치고 다니며 민심을 안정시키려 했고, 앞서 적판궁에서 자신에게 활을 쏘아 넓적다리를 맞춘 희강왕의 부하 배훤백(裵萱伯)에 대해서도 "개는 제각기 주인 아닌 사람을 향해 짖는 법인데 너는 네 주인을 위하여 나를 쏘았으니 의사(義士)다. 내 더는 묻지 않겠으니, 안심하고 두려워하지 말라!"고 하는 등 사적인 보복을 금지하는 모습을 보였다.
조선 시대에 이르러 최보는 《동국통감(東國通鑑)》의 사론에서 "신라의 인물로서 영웅 호걸은 김유신만한 이가 없고, 명백정대(明白正大)하기로는 김양만한 이가 없다."는 평가를 남겼지만, 안정복은 《동사강목(東史綱目)》에서 장보고가 죽을 때 국상(國相)을 맡고 있던 김양이 장보고를 위해 한 마디 변명조차 해주지 않았다며 "자신과 세력과 명성이 대등했던 그를 꺼려서가 아니었겠는가?"라 비난하고 있다. 그의 행적에 있어서 단순한 도성내의 정변이 아닌 지방을 거점으로 한 장기간의 군사 행동으로 중앙 정권을 쓰러뜨렸다는 점, 성수(星宿)의 이변(異變)에 불과한 것을 '낡은 것을 제거하고, 새 것을 시행하려는 징조'라 하여 민심을 이용했다는 점, 왕군 격파 후에 보복 금지로 민심 안정을 꾀했다는 점 등이 주목할 만하다.

## 가계
- 고조부 : 김무월(金無月)
- 고조모 : 미상
- 증조부 : 명주군왕 김주원(金周元)
- 증조모 : 정숙왕후 박씨(貞淑王后朴氏)
- 조부 : 김종기(金宗基) - 여러 관직을 지내고 제3관등인 소판(蘇判)을 지낸 뒤, 집사성(執事省) 시중(侍中)을 지냈다.
- 조모 : 미상
  - 작은할아버지 : 김헌창(金憲昌, ? ~822)
  - 작은할머니 : 미상
    - 아버지 : 김정여(金貞茹)
    - 어머니 : 미상
- 당숙 : 김범문(金梵文, ？ ~825)
- 6촌 : 김흔

## 김양이 등장하는 작품
- 《해신》(KBS, 2004년~2005년, 배우 : 배수빈)

## 같이 보기
- 장보고
- 한국의 역사